# Khalil al-Wazir
Pour les articles homonymes, voir Khalil.
Khalil al-Wazir (خليل الوزير) aussi connu sous le kunya Abou Jihad , né le 10 octobre 1935 à Ramla en Palestine et mort le 16 avril 1988 à Tunis, est un dirigeant arabe palestinien, l'un des fondateurs du Fatah, membre de son comité central, numéro deux de l'OLP et chef de son aile militaire. Il meurt le 12 avril 1988, assassiné par un commando israélien.

## Biographie
Fils d'un épicier musulman de Ramla, il est contraint de fuir avec sa famille à Gaza pendant la guerre de Palestine en 1948. 
Il habite le camp de réfugiés de Bureij et fait des études secondaires. Adolescent, il participe depuis 1953 à des actions des fedayoun palestiniens contre les villages israéliens de la frontière dans les années 1950. En 1954, il rencontre Yasser Arafat. Il fait ensuite à Alexandrie des études d'ingénierie architecturale sans les avoir achevées. Il joint le mouvement des Frères musulmans et, à cause de ses activités politiques, est momentanément arrêté par les autorités égyptiennes.  
En 1957, il part enseigner d'abord en Arabie saoudite, puis  au Koweït. Il participe au mouvement du Fatah avec Yasser Arafat (Abou Ammar), Farouk Kaddoumi (Abou Loutof) et Salah Khalaf (Abou Iyad) en prenant pour nom de guerre « Abou Jihad » (en traduction : père de Jihad, son fils aîné). Il fera éditer avec Arafat la revue Filistinouna (Notre Palestine) clandestinement. Il ouvrira la première représentation du Fatah à Alger en 1963. En 1964, il est invité en Chine. En 1965, il devient adjoint des forces d'Al-Assifa jusqu'à sa mort.
On lui attribue la planification et la direction de plusieurs actions du Fatah contre des Israéliens, par exemple l'attaque contre l'hôtel Savoy sur la plage de Tel Aviv en 1975 et l'attaque contre un autobus israélien sur la route côtière près de Tel Aviv en  1978 qui fera 39 morts dont 13 enfants et 71 blessés. 
En 1982, pendant le siège de Beyrouth par l'armée israélienne dans la première guerre du Liban, il doit quitter la ville avec Yasser Arafat et le commandement de l'OLP pour aller se réfugier à Amman, puis après 1984 à Tunis.

## Sa mort
En 1985, depuis Tunis, Abou Jihad  planifie une nouvelle action du Fatah par voie de mer contre des objectifs israéliens à Tel Aviv, mais elle échoue dès le début. Le navire palestinien est intercepté et coule près de la côte israélienne. [réf. nécessaire]
Le 12 avril 1988, un groupe de reconnaissance du Mossad, composé de deux hommes et d'une femme, arrive à Tunis munis de faux passeports libanais. Abou Jihad était en train d'écrire lorsqu'il entend que la porte d'entrée est forcée et se précipite pour prendre son pistolet. Deux Israéliens l'attendaient dans le couloir et le criblent de balles, devant sa femme et deux de ses enfants, quand il ouvrit la porte de sa chambre. Une centaine d'impacts seront relevés dans la maison. On dit que l'opération était supervisée par Ehud Barak, chef d'état major adjoint à l'époque, à bord d'un Boeing 707 qui survolait la Méditerranée. En 2012, un membre du commando israélien raconte l'opération et cette information est transmise par la presse, ce qui équivaudrait à une confirmation. 
Sa mort provoque un grand émoi dans les territoires palestiniens occupés. Des drapeaux palestiniens surgissent partout en Palestine orientale (Cisjordanie) et à Gaza. Le 16 avril sera également la journée la plus sanglante de la première Intifada. Ses funérailles sont organisées le 20 avril dans le camp du Yarmouk à Damas en présence de centaines de milliers de Palestiniens.